# Mr. Oizo

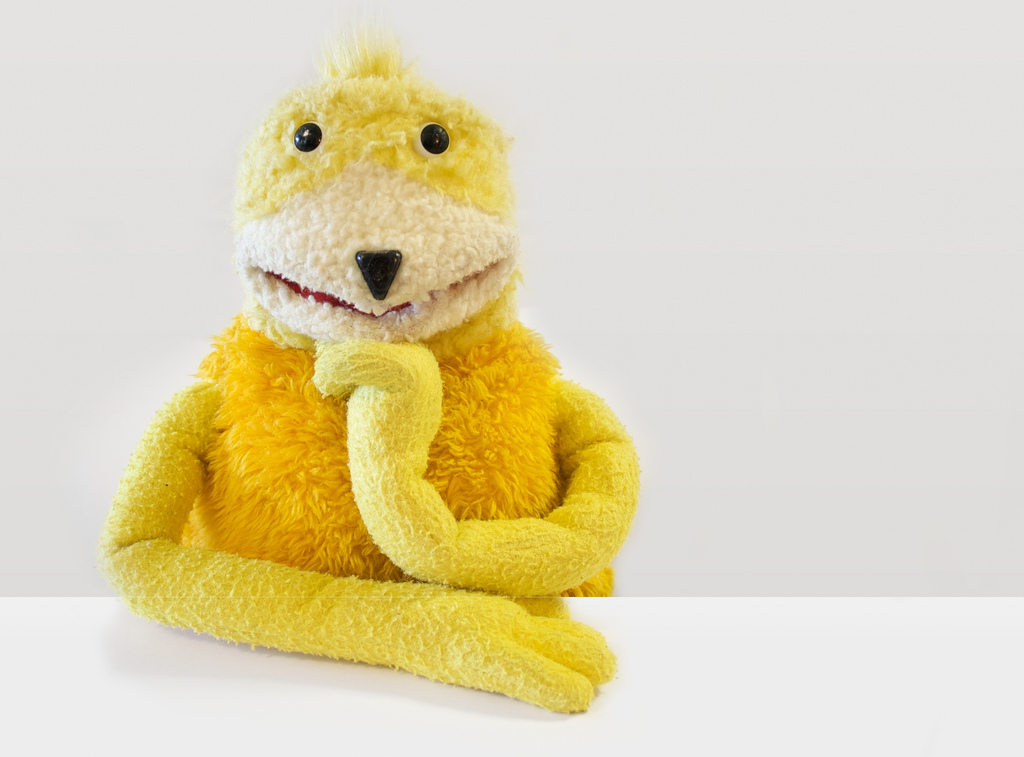
Flat Eric som förekommer i musikvideon till låten "Flat Beat".

Mr. Oizo (franskt uttal: wa-zoo), egentligen Quentin Dupieux, född 14 april 1974 i Paris, är en fransk filmregissör samt musikproducent och artist inom electromusik. Mr. Oizo är för den stora allmänheten känd för sin låt "Flat Beat", vilken blev en stor hit i Europa 1999 då den användes som musik i en reklamfilm för Levi's jeans. Låten spelades med endast en TR606 och en MS20 som han samplade in i en Akai S1000 sampler. I musikvideon förekommer hans gula maskot "Flat Eric".

## Filmografi i urval
- 2010 – Rubber
- 2012 – Wrong
- 2013 – Wrong Cops

## Diskografi
- 1999 – Analog Worms Attack
- 2005 – Moustache (Half a Scissor)
- 2008 – Lambs Anger
- 2011 – Stade 2

### Singlar
- 1999 – "Flat Beat"

## Utrustning
- Korg MS20
- Roland TR606
- Roland SH-09
- Roland RE-201 Space Echo
- Moog Rouge
- Akai S1000
- Mackie 1202 (mixer)